# FC Littau
FC Littau is een voetbalclub uit het Zwitserse dorp Littau. De club werd in 1957 opgericht en speelt op Sportplatz Ruopigen. Anno 2020 komt het eerste herenteam van de club uit in de 2. Liga Regional Innerschweiz. De vrouwen spelen in de 4. Liga.

## Geschiedenis
De club werd op 11 februari 1957 opgericht in restaurant Thorenberg door Fritz Rösli (die elf jaar eerder ook mee aan de wieg stond van FC Malters) de gebroeders Karl, Albin en Leo Manetsch en Hans Wyss (vader van Thomas Wyss en Christian Wyss). Er waren veel mensen uit Emmenbrücke en Luzern die een voetbalclub zochten, maar buiten de grote clubs bestond er geen lokaal verankerde club die inzette op de jeugd. Voor die mensen wou de club een plaats bieden maar dat ging ook gepaard met gemeenschapswerk.
Het stadion werd vernoemd naar het restaurant waar de club werd opgericht, Thorenbergplatz of Thorenberg. Hier werd gespeeld tot 1977 en het diende tot 1988 nog als oefenveld. Nadien werden nog een aantal velden aangelegd maar veelal waren dat velden met een kleedhok ernaast.

## Bekende (oud-)spelers
- Herbert Baumann